# Taroko (taal)
Taroko, ook Sediq, Saediq, Seedik, Sejiq, Sedeq, Seedek, Seedeq, Shedekka, Sedek, Sediakk, Sedik, Sazek, Bu-Hwan, Che-Hwaans, Daiya-Ataiyal, Hogo, Iboho, Paraans, Taruku, Toroko, Truku of Toda, is een van de twee Atayalische talen. Net als Atayal, de andere Atayalische taal, wordt het Tarako uitsluitend in Taiwan gesproken. Kenmerkend voor het Taroko is de erg vreemde woordvolgorde die veel gemeen heeft met die van het Malgasy en het Fijinees. Het Taroko wordt voornamelijk in (niet uiterst) Noordoost-Taiwan gesproken, aan de kust van het Atayal-taalgebied, rond de Puli, in de streken rond Hualien en ten zuiden van het Atayal-taalgebied. Het moet worden gezegd dat Taroko, op internet wordt de naam Seedeq meer gebruikt, géén dialect van het Atayal is. De drie dialecten verschillen erg in fonologie en lexicologie. In de scholen in het taalgebied wordt het Chinees gebruikt. Ouderen spreken ook Japans. Het Taroko wordt in het Latijnse schrift geschreven. Er is een vastgelegde grammatica, en tussen 1963 en 1988 is het Nieuwe Testament naar het Taroko vertaald. Er zijn net zoveel Taroko-sprekers als er mensen zijn in de Taroko-stam.

## Classificatie
- Austronesische talen (1268)
  - Atayalische talen (2)
    - Taroko

## Evolutie van het aantal sprekers
- 1993: 28 000
- 2002: 4 750

Het is duidelijk dat het aantal sprekers sterk daalt. Velen gebruiken liever Atayal, Japans en verschillende Chinese variëteiten.

## Dialecten
De drie dialecten verschillen erg in fonologie en lexicologie, sommige ook in grammatica. Er zijn twee belangrijke dialectengroepen in het Taroko te onderscheiden.

### Westelijke Groep
De Westerse Groep bevat als belangrijkste dialect het Tekedaya (op internet wordt de naam Paraans meer gebruikt), gesproken in het gebied rond Wu-shê.

### Oostelijke Groep
De Oosterse Groep bevat als belangrijkste dialect het Teruku, gesproken in Taroko Gorge.

## Grammatica
Het Taroko telt drie passieven: Er zijn vier vormen. Arthur Holmer deed uitgebreid onderzoek naar de Taroko-grammatica, meer bepaald naar die van het Tekedaya-dialect. Wat het aantal klinkers in het alfabet betreft, telt het Taroko ofwel drie (i, u en a), ofwel vier (i, u, o en a), ofwel vijf klinkers (i, e, u, o en a); exclusief de doffe e (schwa).

## Verspreiding van de sprekers
- Taiwan: 4 750; 11e gedeelde plaats, 12e gedeelde plaats volgens totaal aantal sprekers